# Sakura (Street Fighter)
Kasugano Sakura (春日野 さくら Kasugano Sakura) là một nhân vật trò chơi điện tử được tạo bởi Capcom trong loạt trò chơi đối kháng nổi tiếng Street Fighter. Nổi bật ở nhân vật này là một nữ sinh nhỏ tuổi luôn mặc trên mình bộ đồng phục học sinh Nhật Bản. Cô là người không ngừng tìm kiếm Ryu để có thể tỷ thí với anh ta.

## Thiết kế
Xuất hiện lần đầu trong Street Fighter Alpha 2, Sakura được thiết kế là một nữ sinh 16 tuổi (trong Street Fighter Alpha 3) có mái tóc ngắn và luôn mặc bộ đồng phục nữ sinh.
Phong cách chiến đấu của cô được mô phỏng tương tự như phong cách chiến đấu của Ryu.

## Xuất hiện
Sakura ra mắt lần đầu tiên trong trò chơi Street Fighter Alpha 2. Sau đó cô còn xuất hiện trong Street Fighter Alpha 3 và gần đây nhất là hai trò chơi Street Fighter IV và Super Street Fighter IV.
Ngoài ra, cô còn có mặt trong anime Street Fighter Alpha: The Animation.